# Paul Scheffer-Boichorst
Paul Scheffer-Boichorst, född 25 maj 1843 i Elberfeld, död 17 januari 1902 i Berlin, var en tysk historiker.
Scheffer-Boichorst blev professor 1875 i Giessen, 1876 i Strassburg och 1890 i Berlin och ansågs vara en av sin tids främsta medeltidsforskare i Tyskland. Bland hans skrifter kan nämnas Friedrichs I. letzter Streit mit der Kurie (1866), Florentinerstudien (1874), Die Neuordnung der Papstwahl durch Nicolaus II. (1879) och Aus Dantes Verbannung (1882). Han utgav bland annat en rekonstruktion av "Annales Patherbrunnenses" (1870). Hans Gesammelte Schriften utgavs av Emil Schaus och Ferdinand Güterbock (två band, 1904-05).